# Alón Bar
Alón Bar es un político israelí, y el actual[¿cuándo?] embajador de Israel en España y Andorra. Tomó posesión de su cargo el 1 de agosto de 2010, sustituyendo a Raphael Schutz.
Es uno de los mayores expertos en asuntos estratégicos dentro del Ministerio de Exteriores Israelí. Bar, que ya estuvo destinado en Madrid en la década de los noventa como número dos de la legación israelí, fue asesor de Tzipi Livni cuando ésta ocupó el puesto de ministro de Asuntos Exteriores entre 2006 y 2009 y director general adjunto del Departamento de Asuntos Estratégicos.
En 2009, fue destituido de su cargo de director general adjunto del Departamento de Asuntos Estratégicos por Avigdor Lieberman, quien lo acusó de haber revelado a la prensa información delicada que podría haber causado daño a la seguridad nacional. Sin embargo, dichas acusaciones fueron desestimadas.

Durante la  crisis diplomática con Irán por los informes de la OIEA que denuncian la posesión de los iraníes de armas nucleares, Alón Bar exigió a España y a la Unión Europea que  dejasen de importar petróleo de Irán y tomasen medidas como la restricción de las conexiones aéreas y marítimas y la imposición de sanciones al Banco Central del país.